# Arzama densa
Bellura densa là một loài bướm đêm trong họ Noctuidae.